# Université de musique de Karlsruhe
 (avril 2025).
Si vous disposez d'ouvrages ou d'articles de référence ou si vous connaissez des sites web de qualité traitant du thème abordé ici, merci de compléter l'article en donnant les références utiles à sa vérifiabilité et en les liant à la section « Notes et références ».
L'Université de musique de Karlsruhe (Hochschule für Musik Karlsruhe) est une institution universitaire soutenue par l'État de Bade-Wurtemberg pour la formation professionnelle artistique et scientifique des musiciens, compositeurs, musicologues, journalistes musicaux et pour l'informatique musicale.

## Histoire
La fondation de l'Université remonte à 1812. Une initiative privée soutenue par la ville de Karlsruhe soutient dans un premier temps un « Institut pédagogique musical pour instruments à vent » puis deux ans plus tard un « Institut de chant ». En 1837, ces écoles sont regroupées en un « centre de formation musicale » où les cours sont dispensés selon des programmes fixes avec le soutien de l’État et des municipalités. En 1910, il fusionne avec le « Conservatoire grand-ducal », fondé en 1883 par Heinrich Ordenstein. L'institut ainsi créé est nommé « Université de musique de Bade » en 1929. En 1971, l'université est reprise par le Land de Bade-Wurtemberg et transformée en « Université d'État de musique de Karlsruhe ». Depuis 1989, son siège est au château de Gottesaue, dans le quartier Oststadt de Karlsruhe. L'Université de musique de Karlsruhe accueille environ 563 étudiants (semestre d'été 2023)  et est encadrée par un corps enseignant de 55 professeurs ou enseignants à temps plein et environ 296 employés (en 2022).
Au printemps 2013, Campus One Karlsruhe a emménagé dans le complexe multimédia avec une salle de concert et un nouveau studio de diffusion pour la station de radio.

## Personnalités associées à l'université
- Albrecht Breuninger, violon
- Boris Björn Bagger (1955–2024), guitare
- Eduard Brunner (1939–2017), clarinette
- Reinhold Friedrich  (1958), trompette
- Markus Hechtle  (1967), composition
- Hartmut Höll  (1952), arrangement de chansons
- Ulf Hoelscher  (1942), violon
- Márton Illés  (1975), théorie musicale
- Jörg-Wolfgang Jahn  (1936), violon et musique de chambre
- Joachim Krebs (1952–2013), piano
- Johannes Lüthy, viole
- Wolfgang Meyer (1954–2019), clarinette
- Stephan Mösch  (1964), musicologie
- Hanno Müller-Brachmann  (1970), chant,

- Isao Nakamura, percussion
- Martin Ostertag  (1943), violoncelle
- Peter Overbeck  (1963),
- Kalle Randalu  (1956), piano
- Wolfgang Rihm (1952–2024), composition
- Susanne Regel  (1974), musicologie
- Sabine Schäfer  (1957), improvisation
- Marga Schiml  (1945), chant
- Siegfried Schmalzriedt (1941–2008), musicologie
- Bruno Schneider  (1957), cor

- Thomas Seedorf  (1960), musicologie
- Mitsuko Shirai  (1947), chant
- Fany Solter  (1944), piano
- Sontraud Speidel  (1944), piano
- Edward Tarr (1936–2020), trompette
- Saule Tatubaeva, piano
- Michael Uhde, piano
- Andreas Weiss  (1952), direction d'orchestre
- Lucretia West, chant
- Carsten Wiebusch  (1969), orgue
- Matthias Wiegandt  (1965), musicologie
- Will Sanders  (1965), cor

- Frieda Hodapp (1880–1949), piano
- Wolfgang Rihm (1952–2024), composition
- Hakim Ludin  (1955), percussion
- Michael Benedict Bender  (1958), directeur musical
- Lothar Arnold  (1959),
- Moon-suk Kang  (1965), chant
- Andrea Lorenzo Scartazzini  (1971), composition
- Tarja Turunen  (1977), chant
- Maria Azova  (1983), violon
- Ji-Hae Park  (1985), violon
- Maria-Elisabeth Lott  (1987), violon
- Fauré Quartett (1995), quatuor à cordes